# Rèquiem

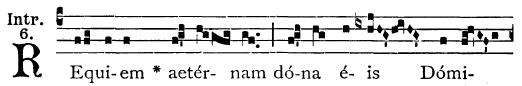
Íncipit del cant gregorià introit per a la missa de Rèquiem, del Liber Usualis

Un rèquiem o missa de difunts, més formalment Missa pro defunctis o Missa defunctorum en llatí, és la missa utilitzada per l'Església Catòlica Romana (i també per les Esglésies Catòliques Orientals) en els funerals i també en els serveis litúrgics de recordatori d'algun difunt.
El terme «Rèquiem» prové de la primera paraula del text, que comença amb Requiem aeternam dona eis, Domine, és a dir, "els concedeixi el descans etern, Senyor". L'estructura litúrgica definitiva de la missa de difunts va quedar establerta després del Concili de Trento i és essencialment igual a qualsevol missa catòlica encara que amb algunes excepcions: les seccions d'alegria de l'Ordinari (Glòria i Credo) són omeses i l'Al·leluia és reemplaçat per un Tracte, després del qual s'agrega la seqüència Dies irae (Dia d'ira).
El rèquiem també és la composició musical que utilitza aquest text amb una textura musical. Mentre que els diversos textos de la missa, com l'introit o el gradual canvien dia a dia segons el calendari litúrgic, a la missa de funeral, aquests textos són sempre fixos. Es tracta de textos dramàtics per la seva representativitat i, com a tals, han atret l'atenció i inspirat a un gran nombre de compositors, sent els més coneguts els de Mozart, Verdi, Dvořák, Fauré i Duruflé. Originalment, aquestes composicions estaven destinades a ser realitzades en el servei litúrgic, amb cant monofònic. Finalment, el caràcter dramàtic del text va començar a atreure als compositors a tal grau que van fer del rèquiem un gènere en si mateix, i les composicions de compositors com Verdi són essencialment peces de concert en lloc d'obres litúrgiques. Relacionats amb la mort però no amb serveis eclesiàstics, també hi ha els rèquiem no litúrgics, els quals tenen formes i continguts variables en no estar subjectes a cap norma i els exemples més notables són, sense cap dubte, els de Brahms i Britten.

## Història de les composicions
En la seva versió medieval, el Rèquiem és un gènere molt antic que estava reservat al cant gregorià i no es va integrar en la missa fins al segle xiii.

### Renaixement
Els primers Rèquiem no gregorians foren els mestres de la polifonia del segle xv, Guillaume Dufay (1400-1474) i Johannes Ockeghem (1410-1497). El de Dufay es va perdre i, per tant, el d'Ockeghem és la partitura de Rèquiem polifònica més antiga que ha sobreviscut, possiblement inspirada en la de Dufay. Un altre Rèquiem, el de Roland de Lassus (1578), també es va inspirar en el de Dufay.
La concepció de la música destinada a la litúrgia dels difunts va brillar amb llum propi durant el segle xvi. La pràctica totalitat dels compositors d'aquest segle tenen entre les seves respectives col·leccions musicals una o diverses misses Pro Defunctis o misses de Requiem i, en alguns casos, oficis de difunts, o col·leccions de motets mortuoris destinats a tal fi. Després d'Ockeghem, van ser escrites no menys de quaranta misses de rèquiem polifòniques per compositors com Pierre de La Rue, Cristóbal de Morales, Jacobus Clemens non Papa, Roland de Lassus i Tomás Luis de Victoria, aquest en dues ocasions. Seguint els models de misses i motets, l'estil era absolutament conservador (el Dies irae, per exemple, era entonat monofònicament segons l'antiga melodia gregoriana). Moltes composicions primerenques empraven diferents textos que estaven en ús en diferents litúrgies arreu d'Europa abans del Concili de Trento, que va deixar els textos fixats. El rèquiem d'Antoine Brumel, al voltant de l'any 1500, fou el primer a incloure el Dies Irae.
Després, datada de finals del segle xvi, tenim una missa pels morts de Giovanni Pierluigi da Palestrina i la d'Eustache du Caurroy, amb un important acompanyament instrumental, mentre que la d'Étienne Moulinié, 1636, purament vocal, es va compondre en un estil arcaic. Modesta és també la primera missa pels morts de Marc-Antoine Charpentier, escrita al voltant de 1670, que compta amb un nombre reduït de moviments i on els instruments s'interposen entre els cors, mai amb ells.

### Barroc
Al segle xvii, es van escriure centenars de misses de rèquiem. Els compositors barrocs van aplicar ràpidament dins de la música religiosa els principis del baix continu i l'estil concertato. En algunes d'aquestes noves obres també van començar a succeir-se petites seccions instrumentals independents, signes de cert alliberament del format tradicional, tal com s'observa en el rèquiem executat en els funerals de Cosme II de Mèdici, escrit per Claudio Monteverdi, Grillo i Francesco Usper. Però els avenços no foren uniformes i és considerable el corpus de misses escrites en aquesta època segons el que Monteverdi va definir com la Primera Pràctica, en al·lusió al vell estil renaixentista.
En aquest segle, l'orientació és més sensible i la missa de rèquiem tendeix a convertir-se en cantata fúnebre i, després, en oratori. Giovanni Battista Bassani, Antonio Lotti, Antonio Caldara i Jean-Baptiste Lully, entre d'altres, escriuen rèquiem coneguts.

### Classicisme
No va ser fins a finals del segle xvii que es van començar a veure un bon nombre de composicions musicals de la missa pels morts. Ja eren més riques i solemnes. Destaquen les dues de Marc-Antoine Charpentier, les de Jean Gilles i André Campra, a França, la de Giovanni Battista Bassani el 1698 a Itàlia, el de Heinrich Biber (data exacta desconeguda) a l'Europa Central o Tomás Luis de Victoria a Espanya. En aquesta música composta per al funeral de grans personatges, cal afegir la famosa Music for the Funeral of Queen Mary (1695) de Henry Purcell. Les esglésies protestants no van practicar la missa de difunts amb l'acompanyament de la música composta per a l'ocasió.
Al segle xviii, el principal canvi formal va ser la simple expansió del Dies irae a partir de la repetició de versos i la segmentació del text en diverses estrofes, fins que es va transformar en el moment dramàtic-musical més important del rèquiem. Per la resta, els compositors del Barroc tardà i del Classicisme van incorporar tots els amplis canvis de l'estil i del llenguatge musical que es donaven en la música instrumental i en altres gèneres de la música eclesiàstica i també, encara que en menor mesura, en la música escènica.

### Romanticisme
Mozart li va conferir carta de noblesa, però el seu apogeu arriba clarament durant el segle xix amb l'arribada del Romanticisme, quan es converteix en l'expressió musical religiosa favorita i molts compositors, fins i tot agnòstics o poc religiosos, componen veritables obres mestres. Ara la missa de difunts adopta la forma de cantata tràgica, amb àries, conjunts i cors, acompanyats per una orquestra cada vegada més potent, expressiva i espectacular. L'episodi del Dies Irae (dia de la ira, dia en què els segles es redueixin a cendre) adquireix una màxima importància pel terror que suggereix i on sempre s'usen instruments de metall.
A partir del Romanticisme, es van començar a compondre rèquiems sense adhesió ideològica al contingut dels textos. I, fins i tot, sense gens de fe religiosa, i, per tant, sense intenció que l'obra fos per a la cerimònia funeral que se celebrava a l'església, sinó perquè l'execució i l'audició es fessin en una sala de concerts (aquest és el cas del Rèquiem de Dvořák). D'altra banda, també hem de tenir en compte altres confessions religioses que no celebren el sacrifici de la missa, com és el cas del culte protestant, en què, per tant, és obvi que no trobarem misses de rèquiem amb intencionalitat litúrgica. Aquest és el cas del Rèquiem alemany de Brahms -basat en passatges de la bíblia alemanya - que, perquè es tracta d'una autèntica obra mestra que ens descriu la serenitat davant la mort i l'esperança davant el futur, ens obliga a incloure-la en aquest gènere musical.

### Segle XX
En el segle xx, ja sigui sota una forma més aviat tradicional (Maurice Duruflé) o amb un esperit completament renovat (György Ligeti), el gènere de Rèquiem segueix sent d'actualitat.

## Llista de rèquiems cèlebres

### Renaixement
| Data  | Títol               | Autor               | Comentari |
| ----- | ------------------- | ------------------- | --- |
| 1483? | Missa pro defunctis |                     | Considerat el primer rèquiem polifònic que ha sobreviscut, probablement compost en homenatge al rei Lluís XI de França, mort el 1483 |
| 1544  | Missa pro defunctis |                     | |
| 1544  | Missa pro defunctis | Joan Brudieu        | L'únic rèquiem del Renaixement que es conserva en l'àmbit dels Països Catalans                                                       |
| 1580  | Missa pro defunctis |                     | |
| 1585  | Missa de Rèquiem    |                     | Dedicat al seu amic el poeta Pierre de Ronsard                                                                                       |
| 1590  | Missa pro defunctis | Eustache Du Caurroy | |

### Barroc
| Data | Títol                 | Autor                  | Comentari |
| ---- | --------------------- | ---------------------- | --- |
| 1591 | Missa pro defunctis   |                        | |
| 1605 | Officium defunctorum  | Tomás Luis de Victoria | |
| 1635 | Musikalische Exequien |                        | |
| 1687 | Rèquiem a 5           |                        | |
| 1693 | Rèquiem a 5           | Pierre Bouteiller      | Bouteiller fou mestre de capella en les catedrals de ciutats com Troyes i Châlons-sur-Marne durant el regnat de Lluís XIV, allà va compondre aquesta Missa pro defunctis, una preciosa composició a cinc veus i amb acompanyament instrumental. |
| 1705 | Messe des Morts       | Jean Gilles            | Va ser en el seu temps una de les peces més admirades de la música a França. Es va dur a terme durant dues generacions i en els funerals de famosos personatges, entre ells Rameau i el rei Lluís XV. |
| 1723 | Messe des Morts       |                        | Campra va ser un dels compositors barrocs més coneguts i productius de França. Va escriure principalment composicions operístiques, però també molta música litúrgica. La seva Messe és ben coneguda, però el seu Rèquiem, escrit al final de la seva vida, molt menys. Combina elements de composició moderns amb l'estil tradicional de Charpentier. |
| 1731 | Rèquiem en do menor   | Jan Dismas Zelenka     | |

### Classicisme
| Data | Títol                       | Autor           | Comentari |
| ---- | --------------------------- | --------------- | --- |
| 1760 | Grande Messe des morts      |                 | Amb la Messe des morts, Gossec va aconseguir un èxit significatiu i durador que li va valer l'oportunitat de dirigir o escoltar (total o algun extracte) trenta vegades durant la seva carrera, fet excepcional i potser únic en aquest moment. Va ser l'obra que li donà més reputació. Philidor, que era en aquells moments un dels músics més reconeguts, va dir en sortir de l'església que donaria totes les seves obres per tenir-ne una com aquesta. Com ell mateix explica al seu pare en una carta, Mozart admirava aquest rèquiem i alguns fragments el van inspirar clarament. |
| 1763 | Rèquiem en do major         |                 | Durant la Guerra dels Set Anys, Dresden va quedar pràcticament destruïda. Poc després, a la tardor de 1763, moria Frederic agost II i s'acabava el compromís de Hasse amb la cort. Abans, però, l'hereu al tron Frederic Cristià I de Saxònia li encarregà aquest Rèquiem en do major. Dos mesos després moria Frederic Cristià i Hasse va compondre un altre Rèquiem, aquesta vegada en mi menor. |
| 1771 | Rèquiem Solemne en do menor |                 | Encara que oficialment va ser escrit per la mort de l'arquebisbe de Salzburg Siegmund, les seves notes segurament també reflecteixen les seves emocions per la pèrdua de la seva filla d'un any. Els estudiosos han elaborat molts paral·lelismes i similituds entre el Rèquiem de Michael Haydn i el de Mozart. Mozart sens dubte coneixia completament l'obra de Haydn i és difícil ignorar algunes similituds musicals sorprenents. L'esperit del rococó austríac encara no és totalment absent, emergint de tant en tant en elegants floritures, però el panorama general és, inusualment en Haydn, ombrívol, conservant una profunditat palpable de sentiment. La clau, do menor, és també un inusualment fosc per a ell. |
| 1771 | Rèquiem en fa major         | Andrea Luchesi  | Compost per al funeral solemne del duc de Monte Allegro, ambaixador espanyol a Venècia. És una barreja de peces simples (probablement escrites el 1768) i de peces molt complexes (probablement escrites més tard, el 1771). Una de les peces és una ària per a tenor amb obbligato de violí. |
| 1787 | Rèquiem en sol menor        |                 | Cimarosa va arribar el 2 de desembre de 1787 a Sant Petersburg a través del duc de Serra Capriola, el ministre de Nàpols i Sicília. Només deu dies després, l'esposa del seu patró va morir, i per al funeral Cimarosa va compondre ràpidament el Rèquiem en sol menor. És una composició singular. La música de Cimarosa, ja sigui secular o sagrada, reflecteix el seu caràcter, que s'impregnava amb la seva serenitat. Aquest rèquiem no és una excepció: no hi ha dolor, ni desesperació, l'únic consol és la certesa de la vida eterna. La música té un gran majestuositat. El rèquiem es va interpretar en el seu mateix funeral el 1801.                                                                               |
| 1791 | Rèquiem en re menor         |                 | Última obra de Mozart, composta al seu llit de mort. El Introitus es va interpretar alguns dies després de la mort de l'autor, en un concert celebrat en la seva memòria. El rèquiem complet s'ha interpretat en els funerals dels compositors Ludwig van Beethoven i Fryderyk Chopin, i en el de Napoleó Bonaparte. |
| 1798 | Rèquiem en mi bemoll menor  | Józef Kozłowski | Kozłowski és l'autor del primer rèquiem a Rússia. Aquest majestuós rèquiem, compost per la mort del rei de Polònia Estanislau August Poniatowski, és un dels principals llegats de l'autor. La influència vienesa està present al llarg de tota l'obra d'una manera molt significativa, sobretot en el seu primer moviment, el Kyrie, on l'orquestra inicia la primera i obligada pregària. És en les cordes i en el desenvolupament coral - sobretot en els seus primers i encertats compassos- on la influència mozartiana es fa més evident. |
| 1804 | Piccolo requiem             |                 | Va ser dirigit per Franz Schubert en el funeral de Salieri. |

### Romanticisme
| Data | Títol                      | Autor | Comentari |
| ---- | -------------------------- | ----- | --- |
| 1816 | Rèquiem en do menor        |       | És el primer dels dos rèquiem que va compondre Luigi Cherubini. Es tracta d'un serè homenatge el monarca francès Lluís XVI realitzat el 1816, 23 anys després de la seva fatídica mort. Més enllà de les dedicatòries, la importància del Rèquiem en do menor del mestre italià es troba en el seu esperit de renovació dins del gènere de la música funerària: la seva grandiositat, que es fa especialment evident en el Dies Irae, que marcarà les pautes de la missa de difunts romàntica. La foscor de la instrumentació i l'absència de veus solistes formen una poderosa combinació que determina la sonoritat règia, ombrívola i introspectiva de l'obra. |
| 1836 | Rèquiem en re menor        |       | |
| 1835 | Rèquiem en do menor        |       | Donizetti va deixar sense acabar aquesta missa en memòria de la mort de Vincenzo Bellini perquè no va aconseguir donar-li forma en el temps previst. De tota manera, ens trobem davant d'una partitura de considerables dimensions d'un Donizetti en la plenitud de la seva inspiració. Alguns fragments sonen a teatre líric, però el conjunt és bastant més que un acoblament de trossos operístics, amb un adequat to ombrívol. |
| 1837 | Grande Messe des morts     |       | El rèquiem de Berlioz no neix de la fe del músic sinó d'un encàrrec que Berlioz rep del govern francès. És una obra espectacular, amb les seves quatre agrupacions de metall a les tribunes posteriors a l'escenari o als amfiteatres laterals. Hi ha en alguns moments un clima prewagnerià; les seves troballes tímbriques, harmòniques o d'instrumentació continuen sorprenent per la seva anticipació en el temps. Berlioz va escriure el 1867: «Si veiés totes les meves obres a punt de ser cremades, la que demanaria que exceptuessin és la missa dels morts.» |
| 1849 | Rèquiem en re menor        |       | És la primera composició important de Bruckner, la primera en què s'incloïa una orquestra, i dels primers treballs que té una veritable validesa musical. És potser simptomàtic que en la seva vellesa, quan ell va rebutjar moltes de les seves composicions anteriors, no hi fes amb el Rèquiem, fins i tot va fer diverses esmenes i el 1895 va donar el resultat al seu amic de Steyr Franz Bayer com a present amb el comentari lacònic: "No és dolent!". |
| 1849 | Rèquiem per Mignon         |       | El Rèquiem descriu l'escena del funeral de Mignon, en lloc d'incloure el material d'una missa real de rèquiem. La música és adequadament digna i tendra, amb una mística, de vegades, fins i tot un sentiment transcendental que suggereix a vegades passatges de La flauta màgica de Mozart. Hi ha el mateix sentit del ritual en els intercanvis entre cor i solistes, i el mateix sentit de la lluminositat, encara que Schumann utilitza veus femenines adultes en comptes de nens per prendre el paper dels quatre nois dels ritus. Mentre que la primera meitat de l'obra és tènue, fent-se ressò del sentiment de pèrdua i de la vida infeliç de Mignon, la segona part es dirigeix als assistents (i el públic), per exhortar-los que el poder de la creació visqui en ells; el missatge sembla dir que Mignon està enterrat, els seus anhels per la immortalitat estan satisfets, com el Faust de, i que la vida continua. |
| 1852 | Rèquiem en re menor        |       | Hi és present la tradició de les formes clàssiques, encara que apareguin vetllades pel sentiment romàntic de la recerca de la pau, com a superació dels sofriments de l'ànima. Sens dubte, Schumann buscava el consol de la religió, en uns moments en què el seu esperit començava a sentir els embats de la mort. El seu desequilibri psíquic ja era evident i només quatre anys més tard vindrien les al·lucinacions, l'intent de suïcidi i la trista mort en un manicomi. El cas és similar al de Mozart, que estava component una missa pels morts durant un temps de malaltia i altres dificultats, i que va expressar els seus temors que era el seu propi Rèquiem que estava escrivint. Durant l'estada de Schumann a l'asil després del seu intent de suïcidi, aquesta va ser una de les composicions en les quals ell va continuar treballant. Els manuscrits mostren nombroses revisions, molt més que en la majoria dels manuscrits anteriors, el que indica la seva lluita per capturar adequadament les seves idees musicals i suggerint la seva agitació mental. La major part de l'escriptura és introvertida (com en el Rèquiem per Mignon); les imatges no són d'un sacerdot que celebra la missa de rèquiem, sinó la d'un home contemplant la seva pròpia mort. |
| 1869 | Un Rèquiem alemany         |       | |
| 1875 | Messa da requiem           |       | |
| 1878 | Rèquiem                    |       | |
| 1888 | Rèquiem en re menor        |       | |
| 1890 | Rèquiem en si bemoll menor |       | |
| 1893 | Rèquiem en do major        |       | |
| 1895 | Messa da Requiem           |       | |
| 1896 | Rèquiem                    |       | |

### Segle XX
| Data | Títol                      | Autor          | Comentari |
| ---- | -------------------------- | -------------- | --- |
| 1916 | Rèquiem                    |                | |
| 1923 | A World Requiem            | John Foulds    | Concebut com un monument als morts de totes les nacions arran de la Primera Guerra Mundial, és una obra simfònica de gran escala amb solistes i cors escrit com un rèquiem i amb l'ús de forces similars en escala a la vuitena simfonia de Gustav Mahler. L'obra exigeix una orquestra simfònica completa, solistes, grans cors incloent cors infantils, instrumentistes fora de l'escenari i un orgue. |
| 1927 | Rèquiem                    | Cyrillus Kreek | |
| 1944 | Requiem pour la Paix       |                | Henri Tomasi, amb la reputació de ser un dels millors directors de la pre-ocupació de França, va ser tràgicament alliberat de la seva esclavitud després de la invasió nazi. Ferit, primer es va deixar anar en viatges per mar i després, com a noviciat al monestir de Sainte-Baume, prop de Marsella. Aquest Rèquiem, la missa i la Simfonia en do, són totes les obres d'aquests anys de retir. L'obra va ser estrenada a París l'any després de l'alliberament i en presència del General de Gaulle. |
| 1947 | Rèquiem                    |                | El Rèquiem va ser compost per a cor, orquestra gran i orgue, en la l'nia musical de Fauré. Duruflé en va fer una adaptació per a orgue sol, a continuació, el 1961, una versió per a cor, orgue i petita orquestra de cordes. |
| 1962 | War Requiem                |                | |
| 1963 | Rèquiem                    |                | |
| 1974 | Rèquiem pels temps atòmics | Jean Daetwyler | |
| 1984 | Rèquiem                    |                | |
| 1985 | Rèquiem                    |                | A diferència dels teatrals grans rèquiems de Berlioz i Verdi, la composició de Rutter s'emmarca més aviat en els de tradició devota, com els de Fauré i Duruflé. Les corals que l'han d'interpretar no cal que siguin grans, només té una solista, la instrumentació és sòbria i té una durada inferior als quaranta minuts. Com en els de Fauré i Duruflé, el text llatí de la Missa pro defunctis no hi és sencer, els fragments utilitzats són els que parlen de la llum i del consol que emergeixen i s'imposen a l'obscuritat i la desesperació; i tal com succeeix amb més d'un rèquiem del segle xx, els textos en llengua vernacla es combinen amb textos en el llatí tradicional. S'ha convertit en una de les obres corals de John Rutter més interpretades a nivell internacional, tant en esglésies com en sales de concerts. Encara que té necessàriament els seus moments foscos, el Rèquiem de Rutter és inconfusiblement optimista en el seu missatge d'esperança i consol, expressada a través de la bellesa dels textos triats i la música inspirada de Rutter. Després dels atemptats de l'11 de setembre de 2001, va ser la composició de Rèquiem preferida en els molts dels serveis commemoratius que van seguir al llarg els Estats Units. |
| 1993 | Rèquiem polonès            |                | És una de les obres més cèlebres de l'última etapa del compositor. L'obra està escrita per a quatre solistes vocals, cor i orquestra. Es va estrenar el 1984 però va ser revisada el 1993. L'autor polonès ret un homenatge als patiments que ha viscut el poble polonès al llarg de la història, utilitzant per a això la missa de difunts llatina i un himne polonès. |

## Texts litúrgics catòlics
Les oracions i peces musicals de la missa tradicional com l'Introit canvien normalment en funció del calendari litúrgic, però el rèquiem és una missa votiva, en què el text no canvia. Des del punt de vista del nom de les parts cantades, la missa de rèquiem difereix de la missa usual en el fet que certes parts són suprimides com el Gloria o el Credo i l'Al·leluia (que es reemplaçava pel Tracto) i pel fet de l'existència d'una seqüència, el Dies irae. Cal destacar que en cant gregorià, el Kyrie i el Sanctus segueixen una melodia pròpia, i l'Agnus Dei tenia unes paraules específiques: dona eis requiem > concedeix-los el descans.
Les parts tradicionals del text del rèquiem en la litúrgia catòlica són les de la taula següent:
| Nom | Text en llatí | Text en català |
| --- | --- | --- |
| Introit (introitus) | Requiem æternam dona eis, Domine, et lux perpetua luceat eis. Te decet hymnus Deus, in Sion, et tibi reddetur votum in Ierusalem. Exaudi orationem meam; ad te omnis caro veniet. Requiem aeternam dona eis, Domine, et lux perpetua luceat eis. | Dona'ls Senyor, l'etern descans, i que la llum perpètua els il·lumini, Senyor. A Sió canten dignament les teves lloances. A Jerusalem t'ofereixen sacrificis. Escolta les meves pregàries, Tu, cap a qui van tots els mortals. Dona'ls Senyor, l'etern descans, i que llueixi per a ells la llum perpètua. |
| Kyrie eleison (en la missa ordinària Kyrie) | Kyrie eleison (Κύριε ἐλέησον). Christe eleison (Χριστέ ἐλέησον). Kyrie eleison (Κύριε ἐλέησον). | Senyor, tingues pietat. Crist tingues pietat. Senyor tingues pietat. |
| Gradual (graduale) | Requiem aeternam dona eis, Domine, et lux perpetua luceat eis. In memoria aeterna erit iustus: ab auditione mala non timebit. | Senyor, dona'ls el descans etern i fes lluir per a ells la llum sense fi. El just quedarà en el record etern, el qual no tingui una mala reputació |
| Tractus | Absolve, Domine, animas omnium fidelium defunctorum ab omni vínculo delictorum et gratia tua illis succurente mereantur evadere iudicium ultionis, et lucis æterne beatitudine perfrui. | Absol, Senyor, les ànimes dels fidels difunts del lligam del pecat, i que socorreguts per la teva gràcia mereixen escapar al Judici venjador i gaudir de la felicitat de la llum eterna. |
| Seqüència (sequentia) | Dies Irae | |
| Ofertori (offertorium) | Domine, Iesu Christe, Rex gloriæ, libera animas omnium fidelium defunctorum de poenis inferni et de profundo lacu. Libera eas d'ore leonis, ne absorbeat eas tartarus, ne cadant in obscurum; sed signifer sanctus Michael repræsentet eas in lucem sanctam, quam olim Abrahæ promisisti et semini eius. Hostias et preces tibi, Domine, laudis offerimus; tu suscipe pro animabus illis, quarum hodie memoriam facimus. Fac eas, Domine, de morte transire ad vitam. Quam olim Abrahæ promisisti et semini eius. | Senyor, Jesucrist, Rei de glòria, allibereu les ànimes dels fidels difunts de les flames de l'Infern i de l'Abisme sens fons: allibereu-los de la boca del lleó perquè l'abisme horrible no els engoleixi i no caiguin en els llaços de les tenebres. Que Sant Miquel, portador de l'estandard, els introdueixi en la santa llum; com li prometeres a Abraham i a la seva descendència. Súpliques i lloances, Senyor, t'oferim en sacrifici. Accepta-les en nom de les ànimes en memòria de les quals avui le sfem. Fes-les passar, Senyor, de la mort a la vida, com antuvi prometeres a Abraham i a la seva descendència. |
| Sanctus (Sanctus en la missa ordinària) | Sanctus, Sanctus, Sanctus, Domine Deus Sabaoth!; pleni sunt coeli et terra gloria tua. Hosanna in excelsis. Benedictus qui venit in nomine Domini. Hosanna in excelsis. | Sant, Sant, Sant és el Senyor; Déu de les forces celestials. Plens estan el cel i la terra de la vostra glòria. Hosanna als cels Beneït qui ve en nom del Senyor. Hosanna als cels. |
| Agnus Dei (agnus Dei). És l'agnus dei de la missa ordinària canviant miserere nobis per dona eis requiem, i dona nobis pacem per dona eis requiem sempiternam. | Agnus Dei, qui tollis peccata mundi, dona eis requiem, Agnus Dei, qui tollis peccata mundi, dona eis requiem sempiternam. | Anyell de Déu, que traieu el pecat del món, doneu-los el descans. Aneyll de Déu, que traieu el pecat del món, doneu-los l'etern descans. |
| Comunió (Communio) | Lux æterna luceat eis, Domine, cum sanctis tuis in æternum, quia pius es. Requiem æternam dona eis, Domine, et lux perpetua luceat eis. Cum sanctis tuis in æternum, quia pius es. | Que la llum eterna els il·lumini, Senyor, en companyia dels vostres sants perquè sou misericordiós. Senyor, doneu-los el repòs etern i feu lluir la llum per a ells sens fi. Entre els vostres Sants per sempre, car sou misericordiós. |